# Pieter Maarschalkerweerd
Pieter Maarschalkerweerd (Utrecht, 18 februari 1812 – aldaar, 2 juni 1882) was een Nederlandse orgelbouwer in de stad Utrecht. Hij was de zoon van Machiel Maarschalkerweerd, die winkelknecht was, en Aletta van Blaricum.

## Leven en werk

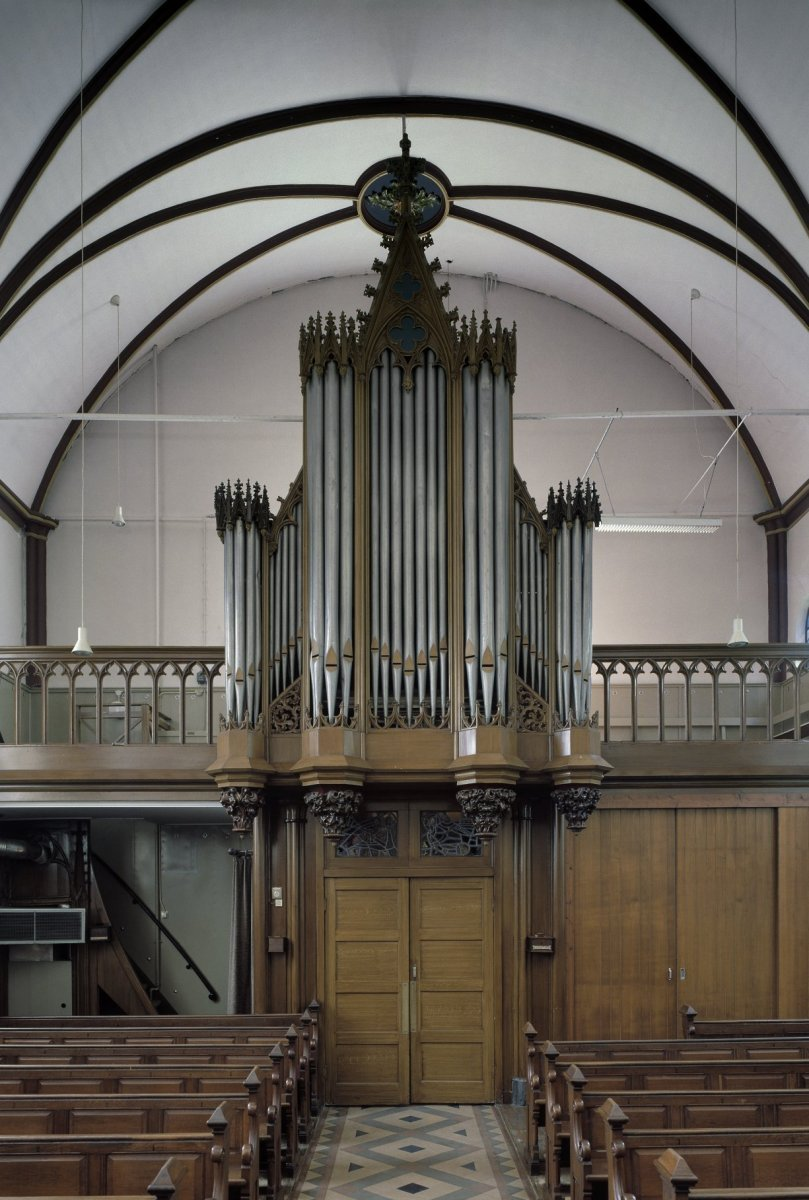
Orgel van Pieter Maarschalkerweerd uit 1863 in de Maria Geboortekerk te Rumpt

Hij leerde het vak van orgelmaker bij Jonathan Bätz, die waarschijnlijk een familievriend was. Reeds in 1830 stond Pieter als orgelbouwer te boek. In 1837 trouwde hij met Everarda Woudenberg (1809-1886). Hun kinderen waren Michaël Maarschalkerweerd (1838-1915) die ook een bekende orgelbouwer werd, Albertina (1841), Aletta Cornelia (1846) en Maria (1848).
In 1840 werd het dienstverband met de firma Bätz opgezegd en begon Pieter, samen met Christiaan Stulting, een eigen orgelmakerij. Deze ging Stulting & Maarschalkerweerd heten. Ook Stulting had bij Bätz gewerkt. Het jonge bedrijf kreeg van Bätz tal van reparatie-orders toegewezen. Overigens is in dit verband interessant dat Maarschalkerweerd katholiek was, terwijl Stulting van gereformeerden huize was.
Hun eerste werk bestond uit het overplaatsen en wijzigen van een orgeltje van de Sint-Bonifatiuskerk te Dordrecht naar de Hervormde gemeente te Driebergen. Dit was in 1841. Men bouwde vooral kleinere orgels in een traditionele Hollandse stijl, zoals overgeleverd door Jonathan Bätz. Van deze orgels zijn er maar enkele bewaard gebleven.
In 1848 verliet Stulting het bedrijf. De reden hiervoor kan gelegen hebben in de verschillende geloofsachtergronden die zich ook uitten in uiteenlopende opvattingen over de orgelbouw. Maar ook de Aprilbeweging zou de verhoudingen tussen beide religies op scherp gezet kunnen hebben. Stulting verrichtte nog allerlei herstelwerkzaamheden aan orgels, en Pieter zette de orgelmakerij alleen voort. Hoewel hij nogal wat orgels heeft vervaardigd zijn er ook uit deze periode maar enkele van bewaard gebleven.
Omstreeks 1860 kwam Michaël bij zijn vader in de orgelmakerij werken, die in 1865 werd omgedoopt in Maarschalkerweerd & Zoon. Geleidelijk aan heeft de zoon, die bij zijn vader reeds het vak had geleerd, de activiteiten overgenomen. In 1875 ging Michaël zelfstandig wonen. Pieter overleed in 1882.

## Orgels van Christiaan Stulting & Pieter Maarschalkerweerd
- Sint-Willibrordkerk te Utrecht, 1842, in 1877 verkocht aan de Hervormde kerk in Middelharnis, waar het in 1905 door brand werd verwoest
- Onze Lieve Vrouw ten Hemelopnemingkerk te Houten, 1845, gerestaureerd in 2001
- Sint-Barnabaskerk te Haastrecht, 1845, uitgebreid in 1880 door Michaël, later gerestaureerd en geconserveerd in de toestand van 1880
- Pensionaat Sint-Josef te Amersfoort, 1846, later overgebracht naar Walsberg, waar slechts enkele onderdelen nog intact zijn
- Een huisorgel voor dhr. Keyder te Zaandam, 1847, later geplaatst in de Protestantse kerk te Prinsenbeek

## Orgels van Pieter Maarschalkerweerd
- Vrijmetselaarsloge L'Union Royale in Den Haag aan de Fluwelen Burgwal, 1851, niet meer bestaand
- Sint-Martinuskerk te Utrecht aan de Twijnstraat, 1852, in 1877 overgeplaatst naar de nieuwe Sint-Martinuskerk aan de Oude Gracht, in 1977 naar de Vrijgemaakt Gereformeerde kerk te Gouda
- Onze Lieve Vrouw ten Hemelopnemingkerk te Nieuwkoop, 1854, slechts enkele delen zijn bewaard gebleven
- Sint-Bavokerk te Harmelen, 1859, later gewijzigd
- Sint-Laurentiuskerk te Heemskerk, 1859, verdwenen
- Sint-Josefkerk te Zeist, 1862, in 1942 verplaatst naar de Sint-Pauluskerk te Utrecht, in 1998 gerestaureerd en overgeplaatst naar de Gerardus Majellakerk te Utrecht
- Maria Geboortekerk te Rumpt, 1863, goed bewaard gebleven en een goed voorbeeld van een Pieter Maarschalkerweerd orgel
- Sint-Nicolaaskerk te Muiden, 1864
- Havenkerk te Schiedam, 1875, gaaf bewaard gebleven

Een aantal orgels heeft Pieter samen met zijn zoon Michaël uitgevoerd, zie aldaar.